# Receptor fosfotirosina fosfatasa
En biología celular y molecular, un receptor fosfotirosina fosfatasa es un receptor celular asociado a una vía de señalización intracelular caracterizado por pertenecer a la familia de los receptores con actividad enzimática intrínseca o asociada y por poseer como ligandos a pleiotrofinas y otras hormonas proteicas. 
Las características moleculares de dicho receptor comprenden la posesión de actividad intrínseca de fosfotirosín fosfatasa en el dominio citosólico inhibida por la fijación del ligando, y su vía de transducción de la señal implica la hidrólisis del residuo de activación fosfotirosina en las proteínas tirosín kinasas citosólicas. De este modo, su activación mediante un estímulo externo provoca una cascada de reacciones enzimáticas interna que facilita la adaptación de la célula a su entorno, por mediación de segundos mensajeros.